# Lenguaje compilado
Un lenguaje compilado es un lenguaje de programación cuya implementaciones es normalmente compiladores (traductores que generan código de máquina a partir del código fuente) y no intérpretes (ejecutores paso a paso del código fuente, donde no se lleva a cabo una traducción en la pre-ejecución).
El término es un tanto vago. En principio, cualquier lenguaje puede ser implementado con un compilador o un intérprete. Sin embargo, es cada vez más frecuente una combinación de ambas soluciones: un compilador puede traducir el código fuente en alguna forma intermedia (muchas veces llamado Bytecode), que luego se pasa a un intérprete que lo ejecuta.

## Ventajas y desventajas
Los programas compilados a código nativo en tiempo de compilación tienden a ser más rápidos que los traducidos en tiempo de ejecución, debido a la sobrecarga del proceso de traducción. Sin embargo, las nuevas tecnologías como la compilación en tiempo de ejecución, y mejoras generales en el proceso de traducción están empezando a reducir esta brecha. En algún punto intermedio, tiende a ser más eficiente la solución mixta usando bytecode.
Los lenguajes de programación de bajo nivel son típicamente compilados, en especial cuando la eficiencia es la principal preocupación, en lugar de soporte de plataformas cruzadas. Para los lenguajes de bajo nivel, hay más correspondencias uno a uno entre el código programado y las operaciones de hardware realizadas por el código máquina, lo que hace que sea más fácil para los programadores controlar más finamente la CPU y uso de memoria.
Con un poco de esfuerzo siempre es posible escribir compiladores incluso para las lenguajes tradicionalmente interpretados. Por ejemplo, Common Lisp puede ser compilado a Java bytecode, que es interpretado por la máquina virtual de Java; a código C, que se compila a código máquina nativo; o es compilado directamente a código nativo. Los lenguajes de programación que soportan múltiples objetivos de compilación ofrecen un mayor control para que el desarrollador elija la velocidad de ejecución o la compatibilidad entre plataformas.

## Lenguajes
Algunos lenguajes que comúnmente se consideran compilados:
- Ada
- ALGOL
  - Algol 60
  - Algol 68
  - SMALL
- BASIC
- C
  - C++
  - Objective-C
  - C# (a bytecode)
- D
- CLEO
- COBOL
- Cobra
- Common Lisp
- Delphi
- Eiffel
  - Sather
  - Ubercode
- Factor (las últimas versiones)
- Forth
- Fortran
- Go
- Haskell
- Haxe (to bytecode)
- IBM RPG
- Java (a bytecode)
- JOVIAL
- G
- Lisp
- Lush
- Mercury
- ML
  - Standard ML
    - Alice

  - OCaml
- Modula-2
- Modula-3
- Open-URQ
- PureBasic
- Pascal
- PL/I
- Rust
- Scala
- Seed7
- Swift
- Visual Basic
- Visual Foxpro
- Visual Prolog

## Herramientas
- ANTLR
- CodeWorker
- Lex
- Yacc
- Flex
- GNU Bison